# Jean Goddyn senior
Jean-Baptiste Clément Goddyn (Brugge, 1735 - 14 juli 1814) was korte tijd voorzitter van het Brugse stadsbestuur tijdens de revolutionaire jaren op het einde van de achttiende eeuw.

## Levensloop
Goddyn was de vijfde van de negen kinderen van Albert Goddyn (Lichtervelde, 1688 - Brugge, 1765) en zijn tweede vrouw Anna Tailliu (Lichtervelde, 1702 - Brugge, 1781). Albert Goddyn, beroepshalve kruidenier, was de eerste die zich als suikerraffinadeur vestigde in Brugge. 
Jean-Baptiste Goddyn volgde hem hierin op, werd meester kruidenier in 1768 en lid van de gilde van makelaars in 1774. Hij bleef het beroep van raffinadeur uitoefenen en het is pas na zijn dood dat in augustus 1814 zijn woonhuis in de Zuidzandstraat, met de raffinaderij, openbaar werd verkocht.
Goddyn trouwde in 1769 met Anne Coppée (Brugge, 1748 - 1809). Ze kregen dertien kinderen, onder wie Jean-Baptiste Goddyn. De meeste van hen stierven jong.

## Revolutiejaren
Goddyn sloot zich aan bij de revolutiegezinden. Hij werd lid van de 'Jacobijnse Club', die in een eerste fase naar de onafhankelijkheid van de Zuidelijke Nederlanden streefde en vervolgens naar een aanhechting bij de Franse republiek.
Tijdens de eerste Franse overheersing, van november 1792 tot maart 1793, werd hij 'voorlopig vertegenwoordiger' in het revolutionaire stadsbestuur. Op 13 februari 1793 werd hij benoemd tot wethouder die recht moet spreken.
Tijdens de tweede Franse overheersing, vanaf juli 1794 werd in een eerste fase het door de Oostenrijkers benoemde bestuur behouden. Pas vanaf midden 1795 werden grondige wijzigingen aangebracht. Jean-Baptiste Goddyn werd voorzitter (niet langer meer burgemeester genoemd) van het Brugse stadsbestuur, van 9 maart 1796 tot 4 mei 1797. Het waren dus telkens korte bestuursmandaten, die weinig sporen nalieten.